# Liste der Nummer-eins-Hits in den britischen Charts (1987)
Dies ist eine Liste der Nummer-eins-Hits in den britischen Charts im Jahr 1987. Sie basiert auf den Official Singles Chart Top 100 und den Official Albums Chart Top 100, die vom Chart Information Network ermittelt wurden. Es gab in diesem Jahr 20 Nummer-eins-Singles und 22 Nummer-eins-Alben.

## Singles
| ← 1986 ← | Liste der Nummer-eins-Hits in den britischen Charts | Liste der Nummer-eins-Hits in den britischen Charts | Liste der Nummer-eins-Hits in den britischen Charts | 1988 → |
| \| Zeitraum \| Wo. ges. \| Interpret \| Titel Autor(en) \| Zusätzliche Informationen \| \| (Zeitraum, Wochen auf Platz eins, Interpret, Titel, Autor[en], zusätzliche Informationen) \| \| \| \| \| \| ----------------------------------------------------------------------------------------- \| -------- \| -------------------------------- \| ------------------------------------------ \| -------------------------------------------------------------------------------------------------------------------------------------------------------------------------------------------------------------- \| \| 21. Dezember 1986 – 17. Januar 1987 4 Wochen \| 4 \| Jackie Wilson \| Reet Petite \| – \| \| 18. Januar 1987 – 31. Januar 1987 2 Wochen \| 2 \| Steve Hurley \| Jack Your Body \| – \| \| 1. Februar 1987 – 14. Februar 1987 2 Wochen \| 2 \| Aretha Franklin & George Michael \| I Knew You Were Waiting (For Me) \| – \| \| 15. Februar 1987 – 7. März 1987 3 Wochen \| 3 \| Ben E. King \| Stand by Me \| – \| \| 8. März 1987 – 21. März 1987 2 Wochen \| 2 \| Boy George \| Everything I Own \| Dies war bereits die zweite Version von Everything I Own, welche im Original von der Gruppe Bread stammte, welche die Chartspitze erreicht hatte. Bereits 1974 war dies Ken Boothe in dessen Version gelungen. \| \| 22. März 1987 – 28. März 1987 1 Woche \| 1 \| Mel & Kim \| Respectable \| – \| \| 29. März 1987 – 18. April 1987 3 Wochen \| 3 \| Ferry Aid \| Let It Be \| – \| \| 19. April 1987 – 2. Mai 1987 2 Wochen \| 2 \| Madonna \| La Isla Bonita \| – \| \| 3. Mai 1987 – 30. Mai 1987 4 Wochen \| 4 \| Starship \| Nothing’s Gonna Stop Us Now \| – \| \| 31. Mai 1987 – 13. Juni 1987 2 Wochen \| 2 \| Whitney Houston \| I Wanna Dance with Somebody (Who Loves Me) \| – \| \| 14. Juni 1987 – 27. Juni 1987 2 Wochen \| 2 \| The Firm \| Star Trekkin’ \| – \| \| 28. Juni 1987 – 18. Juli 1987 3 Wochen \| 3 \| Pet Shop Boys \| It’s a Sin \| – \| \| 19. Juli 1987 – 25. Juli 1987 1 Woche \| 1 \| Madonna \| Who’s That Girl \| – \| \| 26. Juli 1987 – 8. August 1987 2 Wochen \| 2 \| Los Lobos \| La Bamba \| – \| \| 9. August 1987 – 22. August 1987 2 Wochen \| 2 \| Michael Jackson & Siedah Garrett \| I Just Can’t Stop Loving You \| – \| \| 23. August 1987 – 26. September 1987 5 Wochen \| 5 \| Rick Astley \| Never Gonna Give You Up \| – \| \| 27. September 1987 – 10. Oktober 1987 2 Wochen \| 2 \| M\\|A\\|R\\|R\\|S \| Pump Up the Volume \| – \| \| 11. Oktober 1987 – 7. November 1987 4 Wochen \| 4 \| Bee Gees \| You Win Again \| – \| \| 8. November 1987 – 12. Dezember 1987 5 Wochen \| 5 \| T’Pau \| China in Your Hand \| – \| \| 13. Dezember 1987 – 9. Januar 1988 4 Wochen \| 4 \| Pet Shop Boys \| Always on My Mind \| – \| |                                                     |                                                     |                                                     | |
| ← 1986 |                                                     |                                                     |                                                     | → 1988 → |
| Zeitraum | Wo. ges.                                            | Interpret                                           | Titel Autor(en)                                     | Zusätzliche Informationen |
| (Zeitraum, Wochen auf Platz eins, Interpret, Titel, Autor[en], zusätzliche Informationen) |                                                     |                                                     |                                                     | |
| 21. Dezember 1986 – 17. Januar 1987 4 Wochen | 4                                                   | Jackie Wilson                                       | Reet Petite                                         | – |
| 18. Januar 1987 – 31. Januar 1987 2 Wochen | 2                                                   | Steve Hurley                                        | Jack Your Body                                      | – |
| 1. Februar 1987 – 14. Februar 1987 2 Wochen | 2                                                   | Aretha Franklin & George Michael                    | I Knew You Were Waiting (For Me)                    | – |
| 15. Februar 1987 – 7. März 1987 3 Wochen | 3                                                   | Ben E. King                                         | Stand by Me                                         | – |
| 8. März 1987 – 21. März 1987 2 Wochen | 2                                                   | Boy George                                          | Everything I Own                                    | Dies war bereits die zweite Version von Everything I Own, welche im Original von der Gruppe Bread stammte, welche die Chartspitze erreicht hatte. Bereits 1974 war dies Ken Boothe in dessen Version gelungen. |
| 22. März 1987 – 28. März 1987 1 Woche | 1                                                   | Mel & Kim                                           | Respectable                                         | – |
| 29. März 1987 – 18. April 1987 3 Wochen | 3                                                   | Ferry Aid                                           | Let It Be                                           | – |
| 19. April 1987 – 2. Mai 1987 2 Wochen | 2                                                   | Madonna                                             | La Isla Bonita                                      | – |
| 3. Mai 1987 – 30. Mai 1987 4 Wochen | 4                                                   | Starship                                            | Nothing’s Gonna Stop Us Now                         | – |
| 31. Mai 1987 – 13. Juni 1987 2 Wochen | 2                                                   | Whitney Houston                                     | I Wanna Dance with Somebody (Who Loves Me)          | – |
| 14. Juni 1987 – 27. Juni 1987 2 Wochen | 2                                                   | The Firm                                            | Star Trekkin’                                       | – |
| 28. Juni 1987 – 18. Juli 1987 3 Wochen | 3                                                   | Pet Shop Boys                                       | It’s a Sin                                          | – |
| 19. Juli 1987 – 25. Juli 1987 1 Woche | 1                                                   | Madonna                                             | Who’s That Girl                                     | – |
| 26. Juli 1987 – 8. August 1987 2 Wochen | 2                                                   | Los Lobos                                           | La Bamba                                            | – |
| 9. August 1987 – 22. August 1987 2 Wochen | 2                                                   | Michael Jackson & Siedah Garrett                    | I Just Can’t Stop Loving You                        | – |
| 23. August 1987 – 26. September 1987 5 Wochen | 5                                                   | Rick Astley                                         | Never Gonna Give You Up                             | – |
| 27. September 1987 – 10. Oktober 1987 2 Wochen | 2                                                   | M\|A\|R\|R\|S                                       | Pump Up the Volume                                  | – |
| 11. Oktober 1987 – 7. November 1987 4 Wochen | 4                                                   | Bee Gees                                            | You Win Again                                       | – |
| 8. November 1987 – 12. Dezember 1987 5 Wochen | 5                                                   | T’Pau                                               | China in Your Hand                                  | – |
| 13. Dezember 1987 – 9. Januar 1988 4 Wochen | 4                                                   | Pet Shop Boys                                       | Always on My Mind                                   | – |

## Alben
| ← 1986 ← | Liste der Nummer-eins-Hits in den britischen Charts | Liste der Nummer-eins-Hits in den britischen Charts | Liste der Nummer-eins-Hits in den britischen Charts        | 1988 →                    |
| \| Zeitraum \| Wo. ges. \| Interpret \| Titel \| Zusätzliche Informationen \| \| (Zeitraum, Wochen auf Platz eins, Interpret, Titel, zusätzliche Informationen) \| \| \| \| \| \| ------------------------------------------------------------------------------ \| -------- \| -------------------------- \| ---------------------------------------------------------- \| ------------------------- \| \| 2. Dezember 1986 – 10. Januar 1987 5 Wochen \| 5 \| (Verschiedene Interpreten) \| Now, That’s What I Call Music 8 \| – \| \| 11. Januar 1987 – 24. Januar 1987 2 Wochen \| 2 \| Kate Bush \| The Whole Story \| – \| \| 25. Januar 1987 – 14. Februar 1987 3 Wochen (insgesamt 8) \| 8 \| Paul Simon \| Graceland \| – \| \| 15. Februar 1987 – 7. März 1987 3 Wochen \| 3 \| (Soundtrack) \| The Phantom of the Opera \| – \| \| 8. März 1987 – 14. März 1987 1 Woche \| 1 \| Hot Chocolate \| The Very Best Of \| – \| \| 15. März 1987 – 28. März 1987 2 Wochen \| 2 \| U2 \| The Joshua Tree \| – \| \| 29. März 1987 – 2. Mai 1987 5 Wochen \| 5 \| (Verschiedene Interpreten) \| Now, That’s What I Call Music 9 \| – \| \| 3. Mai 1987 – 16. Mai 1987 2 Wochen \| 2 \| Curiosity Killed the Cat \| Keep Your Distance \| – \| \| 17. Mai 1987 – 30. Mai 1987 2 Wochen \| 2 \| Swing Out Sister \| It’s Better to Travel \| – \| \| 31. Mai 1987 – 6. Juni 1987 1 Woche \| 1 \| Simple Minds \| Live in the City of Light \| – \| \| 7. Juni 1987 – 18. Juli 1987 6 Wochen \| 6 \| Whitney Houston \| Whitney \| – \| \| 19. Juli 1987 – 25. Juli 1987 1 Woche (insgesamt 9) \| 9 \| Terence Trent D’Arby \| Introducing the Hardline According to Terence Trent D’Arby \| – \| \| 26. Juli 1987 – 22. August 1987 4 Wochen (insgesamt 5) \| 5 \| (Verschiedene Interpreten) \| Hits 6 \| – \| \| 23. August 1987 – 29. August 1987 1 Woche \| 1 \| Def Leppard \| Hysteria \| – \| \| 30. August 1987 – 5. September 1987 1 Woche (insgesamt 5) \| 5 \| Verschiedene Interpreten \| Hits 6 \| – \| \| 6. September 1987 – 10. Oktober 1987 5 Wochen \| 5 \| Michael Jackson \| Bad \| – \| \| 11. Oktober 1987 – 17. Oktober 1987 1 Woche \| 1 \| Bruce Springsteen \| Tunnel of Love \| – \| \| 18. Oktober 1987 – 24. Oktober 1987 1 Woche \| 1 \| Sting \| … Nothing Like the Sun \| – \| \| 25. Oktober 1987 – 7. November 1987 2 Wochen (insgesamt 5) \| 5 \| Fleetwood Mac \| Tango in the Night \| – \| \| 8. November 1987 – 14. November 1987 1 Woche \| 1 \| George Michael \| Faith \| – \| \| 15. November 1987 – 21. November 1987 1 Woche \| 1 \| T’Pau \| Bridge of Spies \| – \| \| 22. November 1987 – 28. November 1987 1 Woche \| 1 \| Rick Astley \| Whenever You Need Somebody \| – \| \| 29. November 1987 – 9. Januar 1988 6 Wochen \| 6 \| (Verschiedene Interpreten) \| Now, That’s What I Call Music 10 \| – \| |                                                     |                                                     |                                                            |                           |
| ← 1986 |                                                     |                                                     |                                                            | → 1988 →                  |
| Zeitraum | Wo. ges.                                            | Interpret                                           | Titel                                                      | Zusätzliche Informationen |
| (Zeitraum, Wochen auf Platz eins, Interpret, Titel, zusätzliche Informationen) |                                                     |                                                     |                                                            |                           |
| 2. Dezember 1986 – 10. Januar 1987 5 Wochen | 5                                                   | (Verschiedene Interpreten)                          | Now, That’s What I Call Music 8                            | –                         |
| 11. Januar 1987 – 24. Januar 1987 2 Wochen | 2                                                   | Kate Bush                                           | The Whole Story                                            | –                         |
| 25. Januar 1987 – 14. Februar 1987 3 Wochen (insgesamt 8) | 8                                                   | Paul Simon                                          | Graceland                                                  | –                         |
| 15. Februar 1987 – 7. März 1987 3 Wochen | 3                                                   | (Soundtrack)                                        | The Phantom of the Opera                                   | –                         |
| 8. März 1987 – 14. März 1987 1 Woche | 1                                                   | Hot Chocolate                                       | The Very Best Of                                           | –                         |
| 15. März 1987 – 28. März 1987 2 Wochen | 2                                                   | U2                                                  | The Joshua Tree                                            | –                         |
| 29. März 1987 – 2. Mai 1987 5 Wochen | 5                                                   | (Verschiedene Interpreten)                          | Now, That’s What I Call Music 9                            | –                         |
| 3. Mai 1987 – 16. Mai 1987 2 Wochen | 2                                                   | Curiosity Killed the Cat                            | Keep Your Distance                                         | –                         |
| 17. Mai 1987 – 30. Mai 1987 2 Wochen | 2                                                   | Swing Out Sister                                    | It’s Better to Travel                                      | –                         |
| 31. Mai 1987 – 6. Juni 1987 1 Woche | 1                                                   | Simple Minds                                        | Live in the City of Light                                  | –                         |
| 7. Juni 1987 – 18. Juli 1987 6 Wochen | 6                                                   | Whitney Houston                                     | Whitney                                                    | –                         |
| 19. Juli 1987 – 25. Juli 1987 1 Woche (insgesamt 9) | 9                                                   | Terence Trent D’Arby                                | Introducing the Hardline According to Terence Trent D’Arby | –                         |
| 26. Juli 1987 – 22. August 1987 4 Wochen (insgesamt 5) | 5                                                   | (Verschiedene Interpreten)                          | Hits 6                                                     | –                         |
| 23. August 1987 – 29. August 1987 1 Woche | 1                                                   | Def Leppard                                         | Hysteria                                                   | –                         |
| 30. August 1987 – 5. September 1987 1 Woche (insgesamt 5) | 5                                                   | Verschiedene Interpreten                            | Hits 6                                                     | –                         |
| 6. September 1987 – 10. Oktober 1987 5 Wochen | 5                                                   | Michael Jackson                                     | Bad                                                        | –                         |
| 11. Oktober 1987 – 17. Oktober 1987 1 Woche | 1                                                   | Bruce Springsteen                                   | Tunnel of Love                                             | –                         |
| 18. Oktober 1987 – 24. Oktober 1987 1 Woche | 1                                                   | Sting                                               | … Nothing Like the Sun                                     | –                         |
| 25. Oktober 1987 – 7. November 1987 2 Wochen (insgesamt 5) | 5                                                   | Fleetwood Mac                                       | Tango in the Night                                         | –                         |
| 8. November 1987 – 14. November 1987 1 Woche | 1                                                   | George Michael                                      | Faith                                                      | –                         |
| 15. November 1987 – 21. November 1987 1 Woche | 1                                                   | T’Pau                                               | Bridge of Spies                                            | –                         |
| 22. November 1987 – 28. November 1987 1 Woche | 1                                                   | Rick Astley                                         | Whenever You Need Somebody                                 | –                         |
| 29. November 1987 – 9. Januar 1988 6 Wochen | 6                                                   | (Verschiedene Interpreten)                          | Now, That’s What I Call Music 10                           | –                         |

Die Angaben basieren auf den offiziellen Verkaufshitparaden des Chart Information Networks für das Vereinigte Königreich. Die Datumsangaben beziehen sich auf das Gültigkeitsdatum der Charts, also jeweils die auf die Verkaufswoche folgende Woche.

## Jahreshitparaden
| ← 1986 ← | Liste der Nummer-eins-Hits in den britischen Charts | Liste der Nummer-eins-Hits in den britischen Charts         | Liste der Nummer-eins-Hits in den britischen Charts | 1988 →   |
| \| Singles \| Position# \| Alben \| \| ---------------------------------------------------------- \| --------- \| ----------------------------------------------------------- \| \| Never Gonna Give You Up Rick Astley \| 1 \| Bad Michael Jackson \| \| Nothing’s Gonna Stop Us Now Starship \| 2 \| The Joshua Tree U2 \| \| I Wanna Dance with Somebody (Who Loves Me) Whitney Houston \| 3 \| Whitney Whitney Houston \| \| You Win Again Bee Gees \| 4 \| Now, That’s What I Call Music 10 (Verschiedene Interpreten) \| \| China in Your Hand T’Pau \| 5 \| Tango in the Night Fleetwood Mac \| \| Respectable Mel & Kim \| 6 \| Hits 6 (Verschiedene Interpreten) \| \| Stand by Me Ben E. King \| 7 \| Whenever You Need Somebody Rick Astley \| \| It’s a Sin Pet Shop Boys \| 8 \| Bridge of Spies T’Pau \| \| Pump Up the Volume M\\|A\\|R\\|R\\|S \| 9 \| The Phantom of the Opera (Soundtrack) \| \| Star Trekkin’ The Firm \| 10 \| Running in the Family Level 42 \| |                                                     |                                                             |                                                     |          |
| ← 1986 |                                                     |                                                             |                                                     | → 1988 → |
| Singles | Position#                                           | Alben                                                       |                                                     |          |
| Never Gonna Give You Up Rick Astley | 1                                                   | Bad Michael Jackson                                         |                                                     |          |
| Nothing’s Gonna Stop Us Now Starship | 2                                                   | The Joshua Tree U2                                          |                                                     |          |
| I Wanna Dance with Somebody (Who Loves Me) Whitney Houston | 3                                                   | Whitney Whitney Houston                                     |                                                     |          |
| You Win Again Bee Gees | 4                                                   | Now, That’s What I Call Music 10 (Verschiedene Interpreten) |                                                     |          |
| China in Your Hand T’Pau | 5                                                   | Tango in the Night Fleetwood Mac                            |                                                     |          |
| Respectable Mel & Kim | 6                                                   | Hits 6 (Verschiedene Interpreten)                           |                                                     |          |
| Stand by Me Ben E. King | 7                                                   | Whenever You Need Somebody Rick Astley                      |                                                     |          |
| It’s a Sin Pet Shop Boys | 8                                                   | Bridge of Spies T’Pau                                       |                                                     |          |
| Pump Up the Volume M\|A\|R\|R\|S | 9                                                   | The Phantom of the Opera (Soundtrack)                       |                                                     |          |
| Star Trekkin’ The Firm | 10                                                  | Running in the Family Level 42                              |                                                     |          |